# Michał Kowalczyk (matematyk)
Michał Kowalczyk – polski matematyk, profesor Universidad de Chile. W pracy naukowej zajmuje się równaniami różniczkowymi cząstkowymi.

## Życiorys
Studia z matematyki ukończył w 1988 na Uniwersytecie Warszawskim. Stopień doktora uzyskał w 1994 lub 1995 na University of Tennessee, gdzie rozpoczął też karierę zawodową. Pracował na kilku uczelniach amerykańskich, a obecnie jest profesorem Universidad de Chile.
Swoje prace publikował m.in. w „Journal of Functional Analysis”, „Archive for Rational Mechanics and Analysis”, „Communications on Pure and Applied Mathematics” i „Duke Mathematical Journal” oraz najbardziej prestiżowych czasopismach matematycznych świata: „Annals of Mathematics” i „Journal of the American Mathematical Society”.